# Steven Strait
Steven Strait (New York, 23 marzo 1986) è un attore statunitense.

## Biografia
Strait nasce nel Greenwich Village, un quartiere di Manhattan (New York), il 23 marzo del 1986, figlio di Richard Dyer Strait, di origini inglesi, e di Jean Viscione, di origini italiane. Ha recitato in diversi film, ricoprendo anche ruoli da protagonista.
Nel 2008 era stato proposto per il ruolo di Jacob Black nel film New Moon (tratto dal secondo libro della quadrilogia di Stephenie Meyer) al posto di Taylor Lautner dalla stessa scrittrice, ma alla fine si è optato per la riconferma dell'attore del primo film.

### Vita privata
È stato sposato dal 2007 al 2013 con l'attrice Lynn Collins.

## Filmografia

### Cinema
- Sky High - Scuola di superpoteri (Sky High), regia di Mike Mitchell (2005)
- Undiscovered, regia di Meiert Avis (2005)
- The Covenant, regia di Renny Harlin (2006)
- 10.000 AC (10,000 BC), regia di Roland Emmerich (2008)
- Stop-Loss, regia di Kimberly Peirce (2008)
- City Island, regia di Raymond De Felitta (2009)
- Life Like, regia di Josh Janowicz (2019)

### Televisione
- Squadra emergenza (Third Watch) – serie TV, episodio 2x15 (2001)
- Chase – serie TV, episodio 1x09 (2010)
- Magic City – serie TV, 16 episodi (2012-2013)
- Revenge – serie TV, 2 episodi (2014)
- The Expanse – serie TV (2015-2022)
- Chicago Fire - serie TV, episodio 13x6 (2024-2025)

## Doppiatori italiani
Nelle versioni in italiano delle opere in cui ha recitato, Steven Strait è stato doppiato da:
- Marco Vivio in Sky High - Scuola di superpoteri, The Expanse
- David Chevalier in The Covenant
- Adriano Giannini in 10.000 AC
- Riccardo Niseem Onorato in City Island
- Gabriele Sabatini in Magic City